# Thaumatopsis fieldella
Thaumatopsis fieldella là một loài bướm đêm trong họ Crambidae.